# Certosa di Padula
Certosa di Padula (även Certosa di San Lorenzo di Padula) är ett stort och känt
Kartusiankloster i staden Padula i Cilento nationalpark i södra Italien. 
Klostret är det näst största kartusianklostret i Italien efter ett i Parma. Dess byggnadshistoria sträcker sig över 450 år, men huvuddelen av byggnaderna är i barockstil. Det är ett mycket stort kloster omfattande 51 500 m², med 320 rum och salar.

## Historia
Padulas kartusiankloster grundades av Tommaso di San Severino den 27 april 1306 där ett äldre kloster legat. Det är tillägnat Sankt Lars, och dess arkitektoniska struktur tros påminna om det halster som han brändes levande.
Klostret har den största korsgången i världen. Den täcker 12 000 m² och omges av 84 kolonner. En känd spiraltrappa i vit marmor inne i ett annex leder till det stora biblioteket.
Enligt den strikta kartusianska distinktionen mellan kontemplation och arbete finns det två tydliga platser för dessa göromål: på ena sidan det fridfulla korsgången, biblioteket med dess vackra golv, kapellen och klostrets trädplanering; på andra sidan det stora köket, källaren med dess enorma vinfat, tvätteriet, och den stora gårdsplanen, där man arbetar i stallen, vid ugnarna, lagerlokalerna, och vid olivoljekvarnen. Gårdsplanen användes för produktiva aktiviteter och för handel mellan klostret och omvärlden.
I klostret finns också Västra Lucanias arkeologiska museum, som har en samling av samtliga fynd som gjorts vid utgrävningarna av gravfälten i Sala Consilina och Padula. Museet representerar en tidsperiod från protohistoria till den hellenistiska tidsåldern.